# Carretera Elgóibar-Marquina
La carretera que une las poblaciones de Elgóibar y Marquina-Jeméin por el puerto de Urkarregi o San Miguel recibe el nombre de  GI-2636  en Guipúzcoa y  BI-2636  en Vizcaya. Antes de la transferencia de las carreteras comarcales a las Diputaciones Forales, esta vía fue parte de la  C-6213  (Vitoria-Vergara-Ondárroa).

## Trazado
| Velocidad | Esquema | Carretera que enlaza                       |
| --------- | ------- | ------------------------------------------ |
|           |         | BI-633 Durango - Ondárroa BI-3448 Murélaga |
|           |         | Marquina-Jeméin                            |
|           |         | BI-4404 Iturreta                           |
|           |         | BI-3950 Éibar                              |
|           |         | Echevarría                                 |
|           |         | Puerto de Urkarregi/San Miguel             |
|           |         | GI-3324 Idotorbe                           |
|           |         | Elgóibar N-634 Éibar - Mendaro             |